# Браян Акоста
Браян Акоста (ісп. Bryan Acosta, нар. 24 листопада 1993, Ла-Сейба) — гондураський футболіст, півзахисник клубу «Реал Еспанья» та національної збірної Гондурасу.

## Клубна кар'єра
Вихованець клубу «Реал Еспанья» з міста Сан-Педро-Сула. 29 вересня 2013 року в матчі проти «Віди» він дебютував у чемпіонаті Гондурасу. У своєму дебютному сезоні Акоста став чемпіоном країни. 17 квітня 2014 року в поєдинку проти «Вікторії» Браян забив свій перший гол за клуб.

## Виступи за збірну
Виступав за молодіжні збірні Гондурасу до 20 та до 23 років. 2016 року захищав кольори олімпійської збірної Гондурасу на Олімпійських іграх 2016 року у Ріо-де-Жанейро.
6 березня 2014 року дебютував в офіційних матчах у складі національної збірної Гондурасу в товариському матчі проти збірної Венесуели..
У складі збірної був учасником розіграшу Золотого кубка КОНКАКАФ 2015 року у США і Канаді. На турнірі він зіграв у матчах проти США та Панами.
Наразі провів у формі головної команди країни 18 матчів.

## Титули і досягнення
- Переможець Центральноамериканських ігор: 2013
- Чемпіон Гондурасу: 2013/14 (Апертура)